# Vedea, Argeș
Vedea là một xã thuộc hạt Argeș, România. Dân số thời điểm năm 2002 là 4298 người.